# Roch Apikaoua
Roch Apikaoua, né le 5 octobre 1955 à Yaté sur la côte sud-est de la Grande Terre en Nouvelle-Calédonie, est un prêtre catholique français d'origine kanake. Vicaire général de l'archidiocèse de Nouméa depuis 1997 et administrateur de la cathédrale Saint-Joseph de Nouméa depuis 2001, c'est un acteur important du dialogue interreligieux et interethnique en Nouvelle-Calédonie depuis la fin des années 1980.

## Biographie
Roch Apikaoua est né le 5 octobre 1955 à Yaté mais est originaire d'un clan de l'île des Pins (Kwênyii). Le jour de sa naissance, il est adopté coutumièrement par son clan maternel à Yaté, et grandit entre Yaté et l'île des Pins

### Le premier prêtre originaire de l'Île des Pins
C'est durant son service militaire effectué au camp du Régiment d'infanterie de marine du Pacifique - Nouvelle-Calédonie (RIMAP - NC) de Nandaï près de Bourail sur la côte Ouest de la Grande Terre qu'il découvre sa vocation religieuse. Titulaire d'un certificat d'aptitude professionnelle (CAP) en maçonnerie, il devient catéchiste avant d'entamer sa formation religieuse à la mission de Saint-Louis au Mont-Dore, près de Nouméa, en 1977.
Après avoir été séminariste à Suva aux Fidji de 1978 à 1985 (période au cours de laquelle il étudie également la sociologie à l'université du Pacifique), il est ordonné diacre le 15 décembre 1985 sur la plage de Mahamate à Balade, sur le territoire de la commune de Pouébo au nord-est de la Grande Terre, lieu où fut célébrée la première messe catholique en Nouvelle-Calédonie en 1843. Il exerce alors son ministère à Thio de 1985 à 1987, village minier de la côte Est alors au cœur des « Événements », affrontements violents entre partisans et opposants à l'indépendance de l'archipel. C'est de cette époque qu'il déclare avoir retiré le souci de rapprocher entre elles les différentes communautés néo-calédoniennes, racontant que : « C'est vrai que cela n'a pas été évident : quand j'étais à Thio, pendant les Événements, je me souviens de ce village où la communauté européenne n'allait pas plus loin que le pont, pareil pour la communauté kanak de l'autre côté. Mais j'ai cru à la force des enfants. Quand ça ne marchait pas, il y avait des opérations coups de poing lancées par les gardes mobiles. L'Église a rassemblé. Et puis, ma relation à Dieu m'a aidé. Quand les uns souffraient, j'étais avec eux, puis inversement. Mais ce rôle est souvent mal interprété. Et puis, c'était mon peuple qui souffrait ».
Enfin, il est ordonné prêtre le 18 décembre 1987 dans son île natale, devenant le premier prêtre Kunié (nom des Mélanésiens originaires de l'île des Pins),. 
Il est alors curé de la paroisse-mission de La Conception au Mont-Dore, dans le Grand Nouméa, de 1988 à août 1990, puis de celle de l'église du Vœu qui dessert l'ensemble des Quartiers Sud de Nouméa (les plus aisés et les plus européens), de septembre 1990 à juin 2001. 
De septembre 1995 à juin 1996, il perfectionne sa formation théologique à l'Institut catholique de Paris (ICP).

### Le vicaire général de l'archidiocèse
En 1997, l'archevêque de Nouméa Michel-Marie Calvet le nomme vicaire général du diocèse, à quoi s'ajoute à partir de juillet 2001 celui d'administrateur de la cathédrale Saint-Joseph de Nouméa. Devenu le deuxième personnage de l'Église catholique en Nouvelle-Calédonie, il devient l'un des acteurs majeurs de l'apaisement des tensions entre ethnies liées à l'histoire politique et sociale récente de l'archipel et de la construction d'un destin commun. 
Il est tout d'abord l'initiateur et l'organisateur entre 1998 et 2004, avec le pasteur Jean Wete et à la demande de la famille Wéa d'Ouvéa, du comité de réconciliation entre les clans de Jean-Marie Tjibaou et de Yeiwéné Yeiwéné d'une part, les deux dirigeants indépendantistes assassinés à Ouvéa le 4 mai 1989, celui de leur assassin Djubelly Wéa et celui du garde du corps qui a abattu ce dernier, Daniel Fisdiepas. Cela aboutit à une série de cérémonies coutumières de pardon et de réconciliation au cours de l'année 2004 à Tiendanite (tribu des Tjibaou) et Tenem (celle des Fisdiepas) à Hienghène, à Maré (terre des Yeiwéné) et à Gossanah (tribu des Wéa) à Ouvéa. Il est également membre, entre autres, du « Collège des forces vives » du Comité de pilotage sur les signes identitaires du pays (CPSIP) mis en place le 11 avril 2007 qui aboutit au choix, en avril 2008, d'une devise, d'un hymne et de propositions de nouvelles graphies pour les billets de banque.
Régulièrement sollicité par les institutions lors des discussions sur l'avenir de la Nouvelle-Calédonie ou sur les grands débats de société et jouissant d'une assez forte popularité, il est « considéré par l'ensemble de la société comme un médiateur incontournable entre les différentes communautés calédoniennes », selon la journaliste du magazine Palabre Nathalie Darricau, ou encore comme « un visionnaire charismatique, à l'image de Jean-Marie Tjibaou, » aux « qualités d'ouverture » d'après celle de L'Express Anne Pitoiset. Il est ainsi noté parmi « Les 50 qui font bouger la Nouvelle-Calédonie » dans la catégorie « Vie associative » par cette dernière en 2001. 
Il publie en 2014 un livre d'entretien avec le juge Jean-Paul Briseul, Le Prêtre et le juge, aux éditions Le Corridor bleu.